# 1985년 K리그
1985년 축구대제전 수퍼리그는 1983년에 출범한 한국 프로축구가 맞이하는 3번째 시즌이다. 1985년 축구대제전 수퍼리그는 4월 13일에 열린 대우 로얄즈 대 현대 호랑이의 경기로 개막하여, 9월 22일에 열린 럭키금성 황소 대 상무 축구단의 경기로 폐막하였다. 리그에 참가하는 8개 구단은 서울, 인천, 전주, 부산, 마산, 의정부, 경주, 강릉, 포항, 진주, 청주, 구미 및 울산까지 총 13개 도시를 순회하며 모두 84경기를 벌였다.
리그 구성원에 몇 가지 변화가 생겼다. 원년 대회부터 전년 대회까지 참가했던 국민은행 까치가 축구대제전 수퍼리그에서 탈퇴하였으며, 상무 축구단이 전년도 실업축구리그 우승팀 자격으로 합류하였다. 또한 '포항제철 돌핀스'가 공식 구단명을 '포항제철 아톰즈'로 변경했다.
리그 방식에도 변화가 생겼다. 전년 대회에서 시행한 전･후기 리그 제도를 폐지하고 원년 대회의 단일 리그 제도로 회귀하였다. 또한 승점제를 개정하여 전년 대회에서 유득점 무승부 시 승점 2점, 무득점 무승부 시 승점 1점을 부여하던 것을 무승부 시 승점 1점을 주는 것으로 통일했고, 원년 대회와 마찬가지로 승리 시 부여하는 승점을 3점에서 2점으로 변경하였다.

## 시즌 개요

### 운영 방식
- 단일 리그 제도: 총 8개 팀이 참가하여 각 팀이 다른 팀과 모두 세 번씩 경기를 치르는 리그전을 진행한다. 이에 따라 1985년 대회에서는 총 84경기가 진행되며, 각 팀은 21경기를 치른다.
- 승점 제도: 승리 시에는 승점 2점을, 무승부 시에는 승점 1점을, 패배 시에는 승점 0점을 부여한다.
- 용어 사용: 오늘날 사용되는 '라운드', '회전' 등의 용어는 사용하지 않았으며, 순회 중인 도시 이름에 '시리즈'라는 용어를 붙여서 사용하였다.
- 외국인 선수: 지난시즌과 마찬가지로 외국인 선수 규정은 2명 보유, 2명 출전으로 유지되었다.

### 참가 구단
참가 구단에 몇 가지 변화가 생겼다. 우선, 원년 대회부터 함께 해 오던 국민은행 까치가 축구대제전 수퍼리그에서 탈퇴하였다. 이와 함께 할렐루야 독수리의 연고지가 강원도에서 국민은행 까치의 연고지였던 전라남도 및 전라북도로 변경되었다. 또한, 상무 축구단이 전년도 실업축구리그 우승팀 자격으로 합류하였다. 이 외에도 '포항제철 돌핀스'의 공식 구단명이 '포항제철 아톰즈'로 변경되었다.
| 팀              | 연고지              | 데뷔 시즌 | 참가 횟수 | 전년 순위 |
| --------------- | ------------------- | --------- | --------- | --------- |
| 대우 로얄즈     | 경상남도･부산직할시 | 1983년    | 3         | 1위       |
| 럭키금성 황소   | 충청남도･충청북도   | 1984년    | 2         | 7위       |
| 상무 축구단     | –                   | 1985년    | 1         | –         |
| 유공 코끼리     | 서울특별시          | 1983년    | 3         | 2위       |
| 포항제철 아톰즈 | 경상북도･대구직할시 | 1983년    | 3         | 5위       |
| 한일은행 축구단 | –                   | 1984년    | 2         | 6위       |
| 할렐루야 독수리 | 전라남도･전라북도   | 1983년    | 3         | 4위       |
| 현대 호랑이     | 경기도･인천직할시   | 1984년    | 2         | 3위       |

### 외국인 선수
- 볼드체가 되어 있는 선수는 시즌 중 입단한 선수이다.

| 클럽            | 선수 1     | 선수 2 | 시즌 중 퇴단 선수 |
| --------------- | ---------- | ------ | ----------------- |
| 할렐루야 독수리 |            |        |                   |
| 유공 코끼리     |            |        |                   |
| 포항제철 돌핀스 | 호샤       | 샤흐트 | 플라비오          |
| 대우 로얄즈     |            |        |                   |
| 럭키금성 황소   | 피아퐁     |        |                   |
| 현대 호랑이     | 렌스베르겐 |        |                   |
| 한일은행 축구단 |            |        |                   |

## 시즌 순위

### 정규시즌 순위
| 순위 | 팀                | 경기 | 승 | 무 | 패 | 득 | 실 | 차  | 승점 | 참가 자격 및 강등         |
| ---- | ----------------- | ---- | -- | -- | -- | -- | -- | --- | ---- | ------------------------- |
| 1    | 럭키금성 황소 (C) | 21   | 10 | 7  | 4  | 35 | 19 | +16 | 27   | 아시안 클럽 챔피언십 1986 |
| 2    | 포항제철 아톰즈   | 21   | 9  | 7  | 5  | 25 | 17 | +8  | 25   |                           |
| 3    | 대우 로얄즈       | 21   | 9  | 7  | 5  | 22 | 16 | +6  | 25   |                           |
| 4    | 현대 호랑이       | 21   | 10 | 4  | 7  | 23 | 21 | +2  | 24   |                           |
| 5    | 유공 코끼리       | 21   | 7  | 5  | 9  | 28 | 26 | +2  | 19   |                           |
| 6    | 상무 축구단       | 21   | 6  | 7  | 8  | 23 | 30 | -7  | 19   |                           |
| 7    | 한일은행 축구단   | 21   | 3  | 10 | 8  | 18 | 30 | -12 | 16   |                           |
| 8    | 할렐루야 독수리   | 21   | 3  | 7  | 11 | 15 | 30 | -15 | 13   |                           |

* 마지막 업데이트 : 1985년 12월 31일

* 출처 : 한국프로축구연맹

* (C) = 우승; (R) = 강등; (P) = 승격; (O) = 플레이오프 승리; (A) = 다음 라운드 진출

* (Q) = 대항전 진출 자격이 됨; (TQ) = 대항전 진출 자격이 됐으나 진출할 라운드가 정해지지 않음; (RQ) = 강등 결정전 진출 자격이 됨; (DQ) = 대항전 진출 자격을 잃음.

## 우승 구단
| 축구대제전 수퍼리그 우승   |
| -------------------------- |
| 럭키금성 황소              |
| 1985년 축구대제전 수퍼리그 |
| 1985년                     |

## 시즌 통계

### 개인 기록

#### 득점
득점 순위 상위 10인은 다음과 같으며, 럭키금성 황소의 피아퐁이 12득점을 기록하여 득점상을 수상했다.
| 순위 | 선수   | 소속            | 득점 | 경기 |
| ---- | ------ | --------------- | ---- | ---- |
| 1    | 피아퐁 | 럭키금성 황소   | 12   | 21   |
| 2    | 김용세 | 유공 코끼리     | 12   | 21   |
| 3    | 이흥실 | 포항제철 아톰즈 | 10   | 21   |
| 4    | 정해원 | 대우 로얄즈     | 7    | 17   |
| 5    | 이상래 | 럭키금성 황소   | 7    | 21   |
| 6    | 홍석민 | 상무 축구단     | 6    | 18   |
| 7    | 박상인 | 할렐루야 독수리 | 6    | 21   |
| 8    | 이상철 | 현대 호랑이     | 5    | 15   |
| 9    | 호샤   | 포항제철 아톰즈 | 5    | 16   |
| 10   | 이춘석 | 상무 축구단     | 5    | 19   |

* '득점 수'가 동률인 경우에는 '경기당 득점'을, '경기당 득점'이 동률인 경우에는 '시간당 득점'을 기준으로 득점 순위가 산정되었다.

#### 도움
도움 순위 상위 10인은 다음과 같으며, 럭키금성 황소의 피아퐁이 6도움을 기록하여 도움상을 수상했다.
| 순위 | 선수   | 소속            | 도움 | 경기 |
| ---- | ------ | --------------- | ---- | ---- |
| 1    | 피아퐁 | 럭키금성 황소   | 6    | 21   |
| 2    | 왕선재 | 럭키금성 황소   | 5    | 14   |
| 3    | 호샤   | 포항제철 아톰즈 | 5    | 16   |
| 4    | 김한봉 | 현대 호랑이     | 5    | 18   |
| 5    | 이상래 | 럭키금성 황소   | 5    | 21   |
| 6    | 조성규 | 한일은행 축구단 | 4    | 21   |
| 7    | 이강조 | 유공 코끼리     | 3    | 7    |
| 8    | 이중재 | 상무 축구단     | 3    | 11   |
| 9    | 차희철 | 유공 코끼리     | 3    | 12   |
| 10   | 최재혁 | 현대 호랑이     | 3    | 15   |

* '도움 수'가 동률인 경우에는 '경기당 도움'을, '경기당 도움'이 동률인 경우에는 '시간당 도움'을 기준으로 도움 순위가 산정되었다.

## 수상

### 최우수선수상
| 제3대 MVP | 선수   | 소속          | 비고                                                                           |
| --------- | ------ | ------------- | ------------------------------------------------------------------------------ |
| 제3대 MVP | 한문배 | 럭키금성 황소 | - 제3대 축구대제전 수퍼리그 챔피언 - 1985시즌 축구대제전 수퍼리그 베스트 11 df |

### 득점상
| 제3대 득점왕 | 선수   | 소속          | 비고 |
| ------------ | ------ | ------------- | --- |
| 제3대 득점왕 | 피아퐁 | 럭키금성 황소 | - 21경기 12득점 (경기당 득점: 0.57) - 제3대 축구대제전 수퍼리그 챔피언 - 1985시즌 축구대제전 수퍼리그 도움왕 - 1985시즌 축구대제전 수퍼리그 베스트 11 fw |

### 도움상
| 제3대 도움왕 | 선수   | 소속          | 비고 |
| ------------ | ------ | ------------- | --- |
| 제3대 도움왕 | 피아퐁 | 럭키금성 황소 | - 21경기 6도움 (경기당 도움: 0.29) - 제3대 축구대제전 수퍼리그 챔피언 - 1985시즌 축구대제전 수퍼리그 득점왕 - 1985시즌 축구대제전 수퍼리그 베스트 11 fw |

### 신인선수상
| 초대 신인왕 | 선수   | 소속            | 비고                                        |
| ----------- | ------ | --------------- | ------------------------------------------- |
| 초대 신인왕 | 이흥실 | 포항제철 아톰즈 | - 1985시즌 축구대제전 수퍼리그 베스트 11 mf |

### 우수골키퍼상
김현태 (럭키금성 황소)

### 감투상
김용세 (유공 코끼리)

### 모범상
최강희 (현대 호랑이)

### 최우수심판상
최길수